# From Scene to Shining Scene
From Scene to Shining Scene è il terzo album in studio della band pop punk Chixdiggit!, pubblicato nel 2000 dalla Honest Don's Hardly.

## Tracce
Tutte le canzoni sono scritte da KJ Jansen.
1. My Dad vs. P.M. - 1:53
2. Spanish Fever - 2:09
3. Thursday Night - 1:42
4. Melissa Louise - 3:30
5. Aromatherapy - 1:58
6. Folks Are Gone - 2:25
7. Moto Foxe - 2:59
8. Sweaty and Hairless - 1:50
9. Going to the Peelers? - 2:58
10. Summer Please - 1:57
11. Born in Toulouse - 3:14

## Formazione
- KJ Jansen - chitarra, voce
- Michael Eggermont - basso
- Mark O'Flaherty - chitarra, voce
- Dave Alcock - batteria